# Marc Blanch Espinal
Marc Blanch Espinal   (Badalona, 12 de gener de 1982) és un jugador de bàsquet català. Mesura 1,95 metres i juga en la posició d'aler.

## Carrera esportiva
L'aler badaloní es va formar a les categories inferiors del CB Sant Josep de Badalona, per debutar amb 18 anys amb el primer equip amb qui va arribar a jugar a la lliga EBA.
També a EBA, va jugar a les files del CB Montcada, el CB Prat i el Romauto Mataró, abans de fer el salt a la lliga LEB 2 amb l'Aguas de Valencia Gandía l'any 2004, i un any més tard a la LEB amb el Drac Inca. A les illes va jugar cinc temporades, les dues darreres a Inca ja com a Bàsquet Mallorca.
La temporada 2010-11 fitxa per l'Asefa Estudiantes de la lliga ACB. Marc debuta a ACB on juga 5 partits a la màxima categoria del bàsquet espanyol amb l'equip madrileny.
La temporada 2011-12 torna a les illes, aquesta vegada per jugar al Menorca Bàsquet a LEB Or, amb qui guanya el playoff i aconsegueix l'ascens.
La temporada següent fitxa pel River Andorra, amb el que jugarà dues temporades més a LEB Or, guanyant dues copes del Príncep i la lliga LEB Or sent una peça clau de l'equip andorrà per aconseguir l'ascens. Signa un any més en el que significà el seu retorn a l'ACB. En sel seu segon curs a ACB obté molt més protagonisme que en l'any del seu debut. El Marc juga 24 partits i passa a ser un home important en la rotació. La seva millor actuació a ACB arriba en un derbi català contra Manresa al Nou Congost on acaba amb 18 punts, 3 rebots, 2 assistències i 2 pilotes recuperades.
L'any 2015 fitxa novament per un equip de LEB Or, el Quesos Cerrato Palencia, amb qui guanyarà la Copa Princesa i el seu tercer títol de LEB Or.
Després de dues temporades a Palència, la temporada 2017-18 fitxa novament pel CB Prat. La primera temporada en el seu retorn al CB Prat queden segons a LEB Or i arriben a les semifinals del play-off d'ascens a ACB. Una temporada històrica pel club potablava. L'any següent descendeix a LEB Plata i després de dos anys a la categoria de bronze aconsegueix l'ascens a LEB Or. Marc viurà el seu última any al club i a LEB or la temporada 2021-22, després de cinc temporades.
La temporada 2022-23 fitxa per l'històric CB Mollet que competia a LEB Plata. Al seu primer any al club del Vallès descendeixen a Lliga EBA. La seva última temporada queden segons a EBA a la fase regular i juguen les fases d'ascens a LEB Plata.
L'aler Badaloní posa fi a 24 anys de carrera 24 anys jugant a ACB, LEB i EBA.

## Palmarés
- LEB Or: 2 (2014, 2016)
- Copa Princessa d'Astúries LEB: 3 (2013, 2014, 2016)